# Helena Hirata
Helena Hirata (Japão, 1946) é uma filósofa brasileira que nasceu no Japão, especialista em sociologia do trabalho e do gênero  e professora da Universidade de Paris VIII. Ela é autora de vários livros e artigos sobre feminismo, maternidade e divisão sexual do trabalho. Seu livro "Dicionário Crítico do Feminismo" foi lançado em vários países.

## Formação
Possui graduação em Filosofia pela Universidade de São Paulo (1969) e doutorado em Sociologia política pela Universidade de Paris VIII (1979). Fez a habilitation à diriger des recherches (HDR) (1997), equivalente à livre-docência pela Universidade de Versailles-Saint-Quentin-en-Yvelines. Atualmente é diretora de pesquisa emérita do CNRS (Centre National de la Recherche Scientifique) no laboratório CRESPPA - equipe GTM (Genre, Travail, Mobilités) associado às Universidades de Paris 8-Saint-Denis e Paris 10-Nanterre. Sua pesquisa é voltada para a área de sociologia do trabalho e do gênero.

## Vida
Filha do deputado João Sussumu Hirata, Helena Hirata nasceu no Japão em 1946, mas sua família voltou ao Brasil, onde ela foi criada, em 1952. Enquanto estudante de Filosofia na USP, ela foi presa em 1968 no Congresso da UNE em Ibiúna, fato que a afastou do pai, na época filiado à Arena. Perseguida por sua opinião política de esquerda, ela se exilou em Paris no início da década de 1970. Graças à sua própria biografia, ela fez na França um estudo comparativo do comportamento de empresas japonesas e francesas instaladas no Brasil, que apontou semelhanças e diferenças nos comportamentos das corporações em relação a legislação e mercado de trabalho.

## Opinião
Helena Hirata defende que só uma repartição mais justa das tarefas domésticas pode aproximar as mulheres dos centros de decisão. Segundo ela, apesar do progresso na situação das mulheres, o poder continua em mãos masculinas. Ela afirma que as mulheres continuam recebendo salários menores do que os dos homens e o fato de a mulher ter um trabalho doméstico não-remunerado, ou seja, fazer em casa uma série de tarefas gratuitamente por amor à família, faz com que ela não seja valorizada na profissão.

## Controvérsia
No dia 18 de Janeiro de 2020 foi revelado que Helena Hirata recebe uma pensão no valor de R$ 16,8 mil mensais paga pela Camara dos Deputados do Brasil, por ser filha solteira de um ex-parlamentar. O privilégio sendo previsto em uma lei de 1958, que prevê a pensão para filhas de ex-parlamentares e ex-servidores, desde que se mantenham solteiras e não ocupem um cargo público permanente.

## Obras publicadas
- HIRATA, H. (Org.) ; GUIMARAES, N. A. (Org.) . Cuidado e cuidadoras. As várias faces do trabalho do care. 1. ed. São Paulo: ATLAS, 2012. 248p .
- HIRATA, H. (Org.) ; GUIMARAES, N. A. (Org.) ; SUGITA, K. (Org.) . Trabalho flexível, empregos precários? Uma comparação Brasil, França, Japão. 1. ed. São Paulo: EDUSP, 2010. 344p .
- HIRATA, H. (Org.) ; KERGOAT, D. (Org.) ; FALQUET, J. (Org.) ; LABARI, B. (Org.) ; FEUVRE, N. L. (Org.) ; SOW, F. (Org.) . Le sexe de la mondialisation. 1. ed. Paris: Presses de Sciences Politiques, 2010. 278p .
- HIRATA, H. (Org.) ; DUNEZAT, X. (Org.) ; HEINEN, J. (Org.) ; PFEFFERKORN, R. (Org.) . Travail et rapports sociaux de sexe. Rencontres autour de Danièle Kergoat. 1. ed. Paris: L Harmattan, 2010. 277p .
- HIRATA, H. (Org.) . Dicionario Critico do Feminismo. 1. ed. São Paulo: Ed UNESP, 2009. 342p .
- HIRATA, H. (Org.) ; SEGNINI, L. (Org.) . Organização, trabalho e gênero. 1. ed. São Paulo: Ed SENAC, 2008. 360p .
- HIRATA, H. (Org.) ; COSTA, A. O. (Org.) ; SORJ, B. (Org.) ; BRUSCHINI, C. (Org.) . Mercado de trabalho e gênero. Comparações internacionais. 1. ed. Rio de Janeiro: Ed FGV, 2008. 420p .
- HIRATA, H. (Org.) ; MARUANI, M. (Org.) ; LOMBARDI, M. R. (Org.) . Marché du travail et genre. Regards croisés. France Europe-Amérique Latine. 1. ed. Paris: La Découverte, 2008. 278p .
- HIRATA, H. ; DEMAZIERE, D. . The Unemployed and Unemployment in an International Perspective. Comparative Studies of Japan, France and Brazil. 1. ed. Tokyo: Institut of Social Sciences (ISS) of the University of Tokyo, 2006. 200p .
- HIRATA, H. (Org.) ; GUIMARAES, N. A. (Org.) . Desemprego: trajetórias, identidades e mobilização. 1. ed. São Paulo: Ed SENAC, 2006. 320p .
- HIRATA, H. (Org.) ; MARUANI, M. (Org.) . Novas fronteiras da desigualdade: homens e mulheres no mercado de trabalho. 1. ed. São Paulo: Ed SENAC, 2003. 365p .
- HIRATA, H. . Nova divisão sexual do trabalho? Um olhar voltado para a empresa e a sociedade. 1. ed. São Paulo: Boitempo, 2002. 336p .
- HIRATA, H. ; KERGOAT, D. ; ZYLBERBERG-HOCQUARD, M. H. . La division sexual del trabajo. Permanencia y câmbio. 1. ed. Buenos Aires / Santiago: Asociacion Trabajo y Sociedad - Centro de Estúdios de la Mujer de Chile / Piette del Conicet, 1997. 274p .
- HIRATA, H. (Org.) ; SENOTIER, D. (Org.) . Femmes et partage du travail. 1. ed. Paris: Syros, 1996. 281p .
- HIRATA, H. (Org.) . Autour du. 1. ed. Paris: L'Harmattan, 1992. 303p .
- HIRATA, H. ; SADER, E. ; LOWY, M. ; CASTRO, S. . Movimento operario brasileiro 1900-1979. 1. ed. Belo Horizonte: Editora Vega, 1980. 111p .